# Ottersthal
Ottersthal is een gemeente in het Franse departement Bas-Rhin (regio Grand Est) en telt 750 inwoners (2004). De plaats maakt deel uit van het arrondissement Saverne.

## Geografie
De oppervlakte van Ottersthal bedraagt 3,1 km², de bevolkingsdichtheid is 241,9 inwoners per km².
De onderstaande kaart toont de ligging van Ottersthal met de belangrijkste infrastructuur en aangrenzende gemeenten.

## Demografie
Onderstaande figuur toont het verloop van het inwonertal (bron: INSEE-tellingen).